# Террацино, Марко
Марко Террацино (нем. Marco Terrazzino; 15 апреля 1991, Мангейм, Германия) — немецкий футболист, нападающий польского клуба «Лехия».

## Карьера
Марко родился в Мангейме и заниматься начал в команде «Неккрау». В 2007 году перешёл в юношескую команду «Хоффенхайм», которая активно пополнялась молодыми, но до сих пор не замеченными талантами. В 2008 году Марко стал игроком основной команды. 31 января 2009 года Марко дебютировал в Бундеслиге в домашнем матче 18-го тура против «Энерги», закончившемся победой хозяев со счётом 2:0. На 88-й минуте Террацино заменил Бубакара Саного. Всего в своём первом сезоне Марко сыграл 11 матчей, а во втором — девять.
В январе 2011 года подписал контракт с «Карлсруэ». 13 февраля 2011 года дебютировал в клубе в домашнем поединке 22-го тура Второй Бундеслиги против берлинской «Герты», который был крупно проигран со счётом 2:6. Марко появился на поле на 81-й минуте, заменив Дэлрона Бакли.
В июле 2012 года стал игроком «Фрайбурга».
20 июня 2014 года перешёл в «Бохум», подписав контракт на два года.
1 июля 2016 года на правах свободного агента перешёл в «Хоффенхайм». 11 августа 2017 года перешёл в «Фрайбург». В сезоне 2019/20 Террацино на правах аренды перешел в «Динамо» Дрезден.